# Robert Putnam

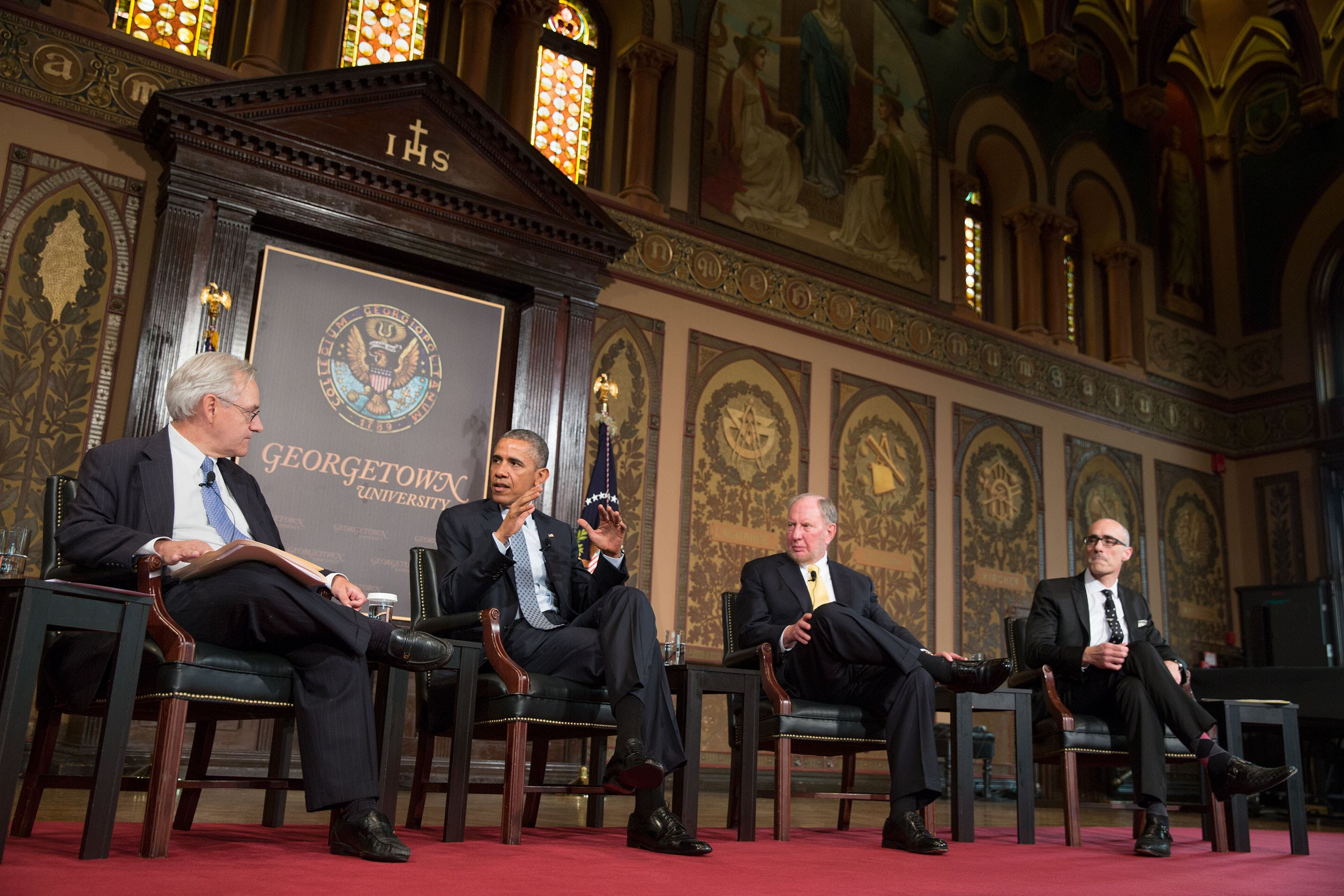
Robert Putnam (tredje från vänster), vid ett seminarium med bland andra Barack Obama, 2015.

Robert David Putnam, född 9 januari 1941 i Rochester i delstaten New York, är en amerikansk professor i statsvetenskap vid Harvard University och har blivit mycket berömd för sin teori om socialt kapital. 
Enligt Putnam består socialt kapital av deltagande i föreningsliv, normer att ömsesidigt hjälpa varandra och mellanmänsklig tillit. Putnam anser att sociala engagemang föder politiskt engagemang, vilket ger större insikt och förtroende för det politiska livet och samhällets organisering. Putnams huvudtes är att det är aktiviteter inom föreningsliv som gynnar demokratin och det sociala kapitalet. Denna teori grundar Putnam i sin, numera, moderna klassiker Den fungerande demokratin där han under 20 års tid undersöker Italien och dess demokratiseringsprocess. 
Putnam fick sitt stora genombrott i och med artikeln "Bowling Alone: America's Declining Social Capital" som publicerades i Journal of Democracy i januari 1995 där han påstår att det sociala kapitalet i USA har minskat i långsam takt sedan 1950-talet. Fem år senare, 2000, utvecklade han sitt resonemang i boken Den ensamme bowlaren, där han även besvarade den kritik artikeln fått. Putnam skyller minskningen av det sociala kapitalet på tevens intåg i människans liv. Den något humoristiska men talande titeln på boken bygger på att det i dagens USA finns fler människor som spelar bowling men att det är färre människor, till fysiskt antal, som spelar i de olika ligor som finns i USA. På senare år har Putnam bedrivit forskning om socialt kapital och etnisk mångfald. Denna forskning har visat att ju mer etnisk mångfald, desto mindre socialt kapital. Denna förlust av socialt kapital manifesterar sig både inom och mellan de etniska grupperna.